# Гаврила Летний
Гаври́ла Летний — день народного календаря славян, приходящийся на 13 (26) июля. Название дня происходит от имени Архангела Гавриила. Про этот день говорили: «Архангел Гавриил на хлебное поле вступил; кланяться матушке-ржи и святым приспело». «Громовый», «сердитый» праздник.

## Другие названия
рус. Гаврила, Гавриил, Архангел Гавриил, Степан Савваит, Собор архангела Гавриила, Стефан Савваит Гаврилов день; бел. Гаўрыла, Сцяпан, Юльян, Серапіён, Маркіян; пол. Dzień św. Małgorzaty; серб. Аранђеловдан, Св. Аранђел Летњи, Сабор арх. Гаврила.

## Традиции славян
В народных легендах о борьбе Бога и сатаны, Бог или его помощники (в том числе архангел Гавриил) поражают дьявола молниями — огненными стрелами. Гаврила считается «громовым», «сердитым» праздником. Никто не работает, так как Гавриил «заведует» громами, может спалить копну (укр., бел.). Белорусы опасались, чтобы град не побил коноплю.
В некоторых местах с этого дня делали первый зажин — торжественно жали первый сноп, который называли зажинным или именинным. Именинный сноп в старину берегли, холили, считая, что он может совершить чудеса: с него начинали молотьбу, соломой кормили больную скотину, зерна ржи считались целебными в болезнях для людей и птиц. Без именинного снопа не бывало и посева.
В Польше начало жатвы нередко соотносили с днём святой Малгожаты (13 июля), которую называли «лучшей жницей».
У южных славян архангел Гавриил считается покровителем скота, защитником от непогоды. Боснийцы в этот день не пахали на волах.

## Поговорки и приметы
- Архангел Гавриил на хлебное поле ступил[1].
- Ржица-матушка поспела, к земле клониться велит[3].
- Сильные дожди губительны для урожая[3].
- В страду одна забота — не стояла бы работа[11].
- Святая Маргарита первейшая жничка (пол. Święta Margaryta pierwesza żniczka)[12].